# حرب العراق بمحافظة الأنبار
نشبت حرب العراق بمحافظة الأنبار، التي تُعرف كذلك باسم حملة الأنبار، بين كل من جيش الولايات المتحدة الأمريكية وقوات الحكومة العراقية بالإضافة إلى الجماعات السنية المسلحة بمحافظة الأنبار، غرب العراق. استمرت حرب العراق منذ عام 2003 وحتى عام 2011، بينما وقعت معظم أحداث القتال وأعمال مكافحة التمرد بمحافظة الأنبار بين أبريل/نيسان 2004 وسبتمبر/أيلول 2007. على الرغم أن القتال أظهر في بادئ الأمر حرب المدن الكثيفة بين الجماعات المسلحة وقوات مشاة البحرية الأمريكية (المارينز)، في المقام الأول، وجهت الجماعات المسلحة تركيزها في السنوات اللاحقة إلى التربص بقوات الأمن الأمريكية والعراقية من خلال استخدام العبوات الناسفة (IEDs). كما ارتكب كلا الطرفان عدة انتهاكات لحقوق الإنسان؛ مما أسفر عن مقتل فيما يقرب من 9,000 عراقي و 1,350 أمريكي في تلك الحملة، لقى العديد منهم حتفهم في المثلث السني حول مدينتي الفلوجة والرمادي.
شهدت الأنبار (المحافظة الوحيدة التي تقع تحت سلطة الجماعات السنية بالعراق) مناوشات طفيفة في بداية الغزو. وفي أعقاب سقوط بغداد، احتلت الفرقة الجوية رقم 82 لجيش الولايات المتحدة الأمريكية محافظة الأنبار. وقد بدأت أعمال العنف في الثامن والعشرين من أبريل/نيسان 2003، عندما أسقط جنود أمريكيون سبعة عشر عراقيًا بالفلوجة خلال مظاهرة مناهضة للولايات المتحدة. وفي أوائل عام 2004، تخلى الجيش الأمريكي عن الإشراف على محافظة الأنبار إلى قوات المارينز. ثم شاهدت المحافظة بحلول شهر أبريل/نيسان 2004 ثورة واسعة النطاق. كما شاهدت كل من الفلوجة والرمادي بنهاية عام 2004 أحداث قتال وحشي، تضمنت معركة الفلوجة الثانية. ثم زادت أعمال العنف حدةً خلال عامي 2005 و2006، حيث ناضل كلا الطرفان لتأمين الوادي الغربي لنهر الفرات. خلال هذه الفترة، أصبح تنظيم القاعدة بالعراق أهم جماعة سنية مسلحة بالأنبار، محولة الرمادي (العاصمة الإقليمية) إلى معقل خاص بالقاعدة. وفي أواخر عام 2006، أصدرت قوات المارينز تقريرًا للمخابرات، تعلن فيه عن احتمالية فقدان السيطرة على المحافظة ما لم يُدعموا بقوات إضافية كبيرة.
وفي أغسطس/آب 2006، ثارت عدة قبائل تقع بالقرب من الرمادي بقيادة الشيخ عبد الستار أبو ريشة ضد تنظيم القاعدة بالعراق. أدت هذه القبائل إلى صحوة الأنبار كما ساهمت في قلب دفة الأمور ضد المسلحين. في أوائل عام 2007، استعادت القواى القبلية الأمريكية والعراقية السيطرة على الرمادي، بجانب مدن أخرى مثل: هيت وحديثة والرطبة. في يونيو/حزيران 2007، وجهت الولايات المتحدة اهتمامها إلى شرق محافظة الأنبار، كما قامت بتأمين مدينتي الفلوجة والكرمة.
بحلول شهر سبتمبر/أيلول 2007، كان قد انتهى القتال تقريبًا، ومع ذلك واصلت الولايات المتحدة دورها الاستشاري وإحلالها للاستقرار حتى ديسمبر/كانون الأول 2011. احتفالًا بالنصر، توجه الرئيس جورج دبليو بوش إلى الأنبار في سبتمبر/أيلول 2007، ليهنئ الشيخ عبد الستار وغيره من الشخصيات القبيلة البارزة. وبعد أيام قامت قوات تنظيم القاعدة بإغتيال الشيخ عبد الستار. وانتقلت السلطة السياسية إلى العراق في سبتمبر/أيلول 2008، والسلطة العسكرية في يونيو/حزيران 2009، بعدما انسحبت القوات القتالية الأمريكية من المدن. وقد حل الجيش الأمريكي محل قوات المارينز في يناير/كانون الثاني 2010. ثم سحب الجيش وحداته القتالية بحلول شهر أغسطس 2010، ولم يترك سوى الوحدات الاستشارية ووحدات الدعم.و في السابع من ديسمبر/كانون الأول 2011، خلت الأنبار تمامًا من أية قوات أمريكية.

## نظرة عامة
انظر أيضًا: محافظة الأنبار

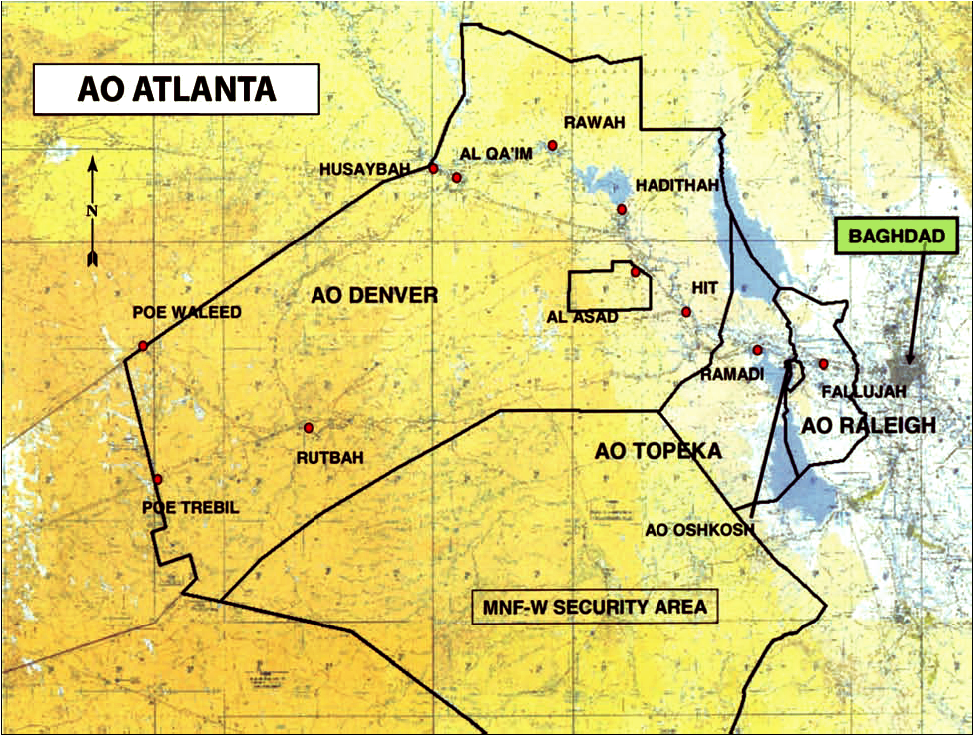
خريطة محافظة الأنبار عام 2004، موضحة التقسيمات الفرعية التي قام بها الجيش الأمريكي

تعد الأنبار أكبر محافظة عراقية من ناحية المساحة تقع أقصى غرب البلاد. تتألف من 32% من مجموع كتلة الأرض في العراق؛ أي حوالي 53,208 ميل2 (137,810 كم2)، تماثل غالبًا مساحة ولاية كارولينا الشمالية بالولايات المتحدة الأمريكية، وتكبر قليلًا مساحةً اليونان. وتحدها المملكة العربية السعودية والأردن وسوريا. ويعد كل من نهر الفرات وبحيرة الحبانية وكذلك بحيرة القادسية الاصطناعية من أهم المعالم الجغرافية بمحافظة الأنبار. خارج حدود نهر الفرات، تغطي الصحراء أغلب المنطقة، حيث تمثل الجزء الشرقي من بادية الشام. أما عن درجات الحرارة بها، فتترواح درجات الحرارة بمحافظة الأنبار بين أعلى مستويات لها، أي 115 °F (46 °C) في شهري يوليو/تموز وأغسطس/آب إلى أقل من 50 °F (10 °C) في شهر نوفمبر/تشرين الثاني وحتى شهر مارس/آذار. تفتقر المحافظة إلى الموارد الطبيعية الهامة، فكثير من السكان ينتفعون من نظام الرعاية لحكومة التيار البعثي، بتمويل من عائدات النفط الواردة من مناطق أخرى بالعراق.
حسب تقديرات سلطة الائتلاف المؤقتة، أقام فيما يقرب من مليون ومئتي ألف مواطن عراقي بالأنبار عام 2003؛ أي أكثر من ثلثي عدد السكان في مدينتي الفلوجة والرمادي. تعد الأنبار المحافظة الوحيدة بالعراق التي تفتقر إلى عدد كبير من الشيعة والأكراد، حيث يمثل أهل السنة 95 % من سكان المحافظة، فضلًا عن العديد من أفراد قبيلة الدُليم. يقيم 95 % من سكان محافظة الأنبار على بعد خمسة أميال (8.0 كم) من نهر الفرات. عُرفت مدينة الفلوجة أثناء الغزو بأنها منطقة محاصرة، معادية دينيًا للغرباء، بينما ظلت الرمادي (العاصمة الإقليمية) أكثر علمانية. بعيدًا عن المدن، شغل النظام القبلي القديم الذي يديره الشيوخ نفوذًا كبيرًا.
في هذا الوقت، اتجهت الأنبار تحديدًا إلى حالة من التمرد؛ حيث يقطن غالبية الأنبار أهل السنة، وهم جماعة تمثل أقلية دينية فقدت السلطة والنفوذ في العراق بعد حكم صدام حسين. ضمت الفلوجة ما يُقدر بأربعين ألف من العملاء السريين لتيار البعث ومسئولي الاستخبارات وكذلك الضباط الجيش. وأكد الصحفي توم ريكس، أن الغزو لم ير صراعًا بين العديد من الأطراف (مما يسمح لهم بالإدعاء بأنهم لم يتعرضوا للهزيمة)، «وأن الأمر ما زال يتطلب شد وجذب بين جميع الأطراف». أثناء حكم صدام حسين للعراق، تأدية الخدمة العسكرية كانت أمرًا إجباريًا، كما احتوت منطقة العامرية جزءًا ضخمًا من صناعة الأسلحة في العراق في ذاك الوقت. إثر سقوط حكم صدام حسين، قامت الجماعات المسلحة وغيرها بنهب العديد من مراكز الذخيرة المعروفة بالعراق، والتي بلغ عددها ستة وتسعين مركزًا، بالإضافة إلى العديد من مستودعات ومخزونات الأسلحة المحلية. اُستخدَمت هذه الأسلحة لتدعيم الجماعات المسلحة بالأنبار وغيرها من المناطق. كذلك شكلَّ قلة من السنيين في بداية الأمر جماعات مسلحة، إلا أن العديد من السنيين قاموا أما بتدعيم تلك القلة أو التغاضي عن أفعالها. قام بعض المتعاطفين مع الأمر من البعثيين والمسئولين السابقين بحكم صدام في المنفى بإمداد الجماعات المسلحة بالمال والملاذ والمقاتلين الأجانب. أما فيما يتعلق بأبو مصعب الزرقاوي، من سيتولى قيادة تنظيم القاعدة بالعراق لاحقًا، فقد أمضى فترة من عام 2002 بوسط العراق، بما في ذلك محافظة الأنبار يقيم الاستعدادات للمقاومة. ثم في غضون عدة شهور من الغزو، أصبحت الأنبار معقلًا للمقاتلين في وجه الاحتلال.

## 2003

### الغزو
المقال الرئيسي غزو العراق عام 2003
شهدت الأنبار مناوشات طفيفة نسيبًا خلال المرحلة الأولى من غزو العراق، حيث شنت الولايات المتحدة هجومًا رئيسيًا عبر المناطق الشيعية بجنوب شرق العراق، من الكويت وحتى مدينة بغداد. في عام 2002، كُلفَت فرقة مشاة بتأمين محافظة الأنبار خلال الغزو. ومع ذلك، قررت وزارة الدفاع الأمريكية في أوائل عام 2003 أن تتعامل مع محافظة الأنبار بيد من حديد. وكانت كل من القوات الخاصة الأمريكية والأسترالية أول من يدخل الأنبار من قوات الائتلاف، والتي استطاعت أن تضع يدها على بعض المواقع الحيوية، مثل قاعدة الأسد الجوية وسد الحديثة، كذلك استطاعت أن تقف إطلاق صواريخ من طراز سكود على إسرائيل. في ظل هذه المناوشات الطفيفة، وقع أهم اشتباك حينما قامت عناصر من الكتيبة الثالثة للجيش الأمريكي وكذلك كتيبة الكوماندوز رقم 75 بالاستيلاء على سد حديثة في الحادي والثلاثين من مارس/آذار 2003. بعدما أحاطتهم قوة عراقية فاقت حجمهم، اضطر الكوماندوز إلى رفع الحصار عن السد بعد ثمانية أيام من الاحتلال. ولكن أثناء الحصار، دمر الكوماندوز تسعة وعشرين دبابةً عراقية، كما أسقطوا فيما يترواح بين 300-400 جندي عراقي. من ثم مُنح أربعة من الكوماندوز وسام النجمة الفضية، كمكافأة لهم على هذا العمل. علاوة على ذلك، لقى أربعة أخرون مصرعهم في نقطة تفتيش تابعة لهم قرب مدينة الحديثة إثر تفجير انتحاري.
وفي نهاية الغزو، بقى كل من القوات الموالية لصدام بالأنبار- من حزب البعث والحرس الجمهوري وفدائيو صدام وجهاز المخابرات العراقي- على حالها، غير متضررة، حيث وجد صدام لنفسه مخبأً بالرمادي وهيت في أوائل أبريل/نيسان، بينما استطاع أخرون من القوات الموالية لصدام أن تغادر الأنبار متجهة إلى سوريا ببعض الأموال والأسلحة، حيثما أقاموا مقرًا جديدًا لهم. وقد شكل وجود القوات الموالية لصدام في الأنبار وسوريا تربة خصبة لبداية ظهور حركة التمرد. وعلى نقيض عمليات النهب التي شهدتها بغداد وغيرها من المدن العراقية، لم يُمَس إلى حد كبير مقر حزب البعث وغيره من منازل كبار الزعماء السنة. كذلك أعلن اللواء محمد جراوي، قائد سلاح المشاة بالأنبار، استسلامه رسميًا إلى عناصر من الفرقة الثالثة مشاة بالرمادي، وذلك في الخامس عشر من أبريل/نيسان 2003.

### بداية العمليات المسلحة
وبعد فترة قصيرة من سقوط بغداد، قام الجيش الأمريكي بتسليم المحافظة إلى كتبية واحدة، ألا وهي الكتيبة الثالثة من سلاح الفرسان المدرعة (ACR). تلك القوة التي لم تمتلك سوى عدة آلاف جندي، كان لديها أمل ضعيف في السيطرة على الأنبار على نحو فعال.
يرجع السبب الرئيسي لنشوب أعمال العنف بمنطقة الفالوجة إلى «المذبحة» التي شهدتها هذه المدينة، كما أطلق عليها الكثير من العراقيين والصحفيين الأجانب فشهد مساء الثامن والعشرين من أبريل/نيسان 2003، والموافق ذكرى مولد صدام حسين، حشدًا يقرب من مئة فرد، يضمون رجالًا ونساءً وأطفالًا، نظموا احتجاجات مناهضة للولايات الأمريكية خارج المراكز العسكرية بالفلوجة. أنكر المواطنون العراقيون تسلحهم، بينما صرح الجيش أن بعض الأفراد قامت بإطلاق بعض الأعيرة النارية من أسلحة كلاشنكوف إيه كيه-47. كما أطلق بعض الجنود، الذين يحرسون واحدًا من المراكز العسكرية، النيران على هذا الحشد، مما أدى إلى مقتل أكثر من أثنى عشر فردًا، وإصابة العشرات غيرهم. ولم يعتذر الجيش عن أعمال القتل تلك وكذلك لم يقدم أي تعويضات. في الأسابيع اللاحقة، نبه محافظ المدينة -الموالي للولايات المتحدة- الأمريكان إلى ضرورة رحيلهم.
في السادس عشر من مايو/آيار 2003، أصدرت سلطة الائتلاف المؤقتة قرار رقم 1 بحل حزب البعث، وبدأت عملية استبعاد البعثيين، والتي تُعرف باسم «اجتثاث حزب البعث». وكذلك أصدرت في الثالث والعشرين من مايو/آيار 2003، قرار رقم 2، بحل الجيش العراقي وغيره من الأجهزة الأمنية. ويعد كلا القراران بمثابة معاداة للجماعات السنية بالأنبار؛ حيث أن الكثير من الجماعات السنية تفتخر بالجيش العراقي، لذلك رأت قرار حله فعلًا مهينًا للشعب العراقي بأكمله. وقد خلفت هذه القرارات بحل الحزب والجيش المئات من سكان الأنبار عاطلين عن العمل، حيث كان يعمل الكثير منهم بتلك المؤسستين. و بعد ثلاثة أيام من القرار رقم 2 لسلطة الائتلاف المؤقتة، أي في السادس والعشرين من مايو/آيار، تعرض موكب الرائد ماثيو شرام لهجوم بالقذائف الصاروخية (RPG) قرب حديثة ، أسفر عن وفاته، ويعد الرائد شرام أول أمريكي يُقتل منذ بداية غزو الأنبار.

### من يونيو/حزيران حتى أكتوبر/تشرين الأول 2003
ما قمنا به على مر الشهور الستة الماضية في الأنبار لم يسفر إلا عن عدم الاستقرار.
ـــ الدبلوماسي كيث ماينز بسلطة الائتلاف المؤقتة، نوفمبر/تشرين الثاني 2003.

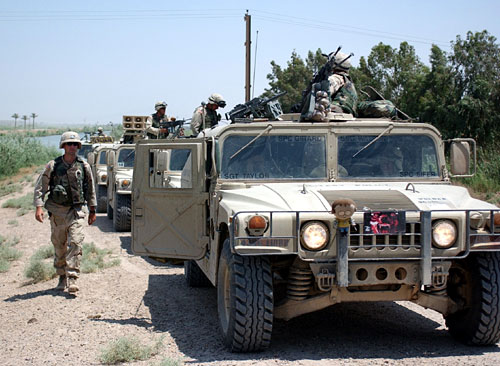
القوات الأمريكية برفقة السرية رقم 115 للشرطة العسكرية أثناء عملهم بالقرب من مدينة الفلوجة في يونيو/حزيران2003، حيث تستخدم تلك القوات الخاصة عربات الهمفي

عقب حل الجيش العراقي، زاد نشاط المسلحين، ولاسيما في مدينة الفلوجة. ففي بداية الأمر، كانت تنتمي جماعات المقاومة المسلحة، أما إلى القوميين السنة الذين يرغبون في استرجاع كل من حزب البعث وحكم صدام حسين، أو إلى المقاتلين المناهضين لصدام. ويعد خميس سرحان المحمد أول قائد بارز للجماعات المسلحة في الأنبار، الرئيس الإقليمي لحزل البعث بمحافظة كربلاء، والذي يحتل المركز رقم 54، في قائمة الولايات المتحدة للعراقين المطلوبين. وفقًا للجيش الأمريكي، كان يتلقى خميس، الذي لايزال هاربًا، كل من التمويل والأوامر من صدام مباشرة.
وفي يونيو/حزيران، قامت القوات الأمريكية بعملية عقرب الصحراء، المحاولة الأكثر إخفاٌقًا للقضاء على التسلح المتزايد. وإنما أحزر الجنود الأمريكان نجاحًا غير مسبق قرب راوة، عندما أسقطوا أكثر من سبعين مقاتلًا بعد محاصرتهم في الثاني عشر من يونيو/حزيران، كما عثروا على مخبئًا كبيرًا للأسلحة.
واجهت القوات الأمريكية بشكل عام صعوبة في التمييز بين العراقيين المدنيين والمسلحين، زادت الخسائر المدنية التي وقعت خلال عملية المسح، من دعم الجماعات المسلحة. وفي الخامس من يوليو/تموز، لقى خمسة أشخاص مصرعهم إثر انفجار قنبلة قرب الرمادي، في حفل تخرج دفعة طلاب الشرطة المدربين على أيدي أمريكية. ثم في السادس عشر من يوليو/تموز، اُغتيل محافظ الحديثة، الموالي للحكومة وكذلك ابنه الأصغر.

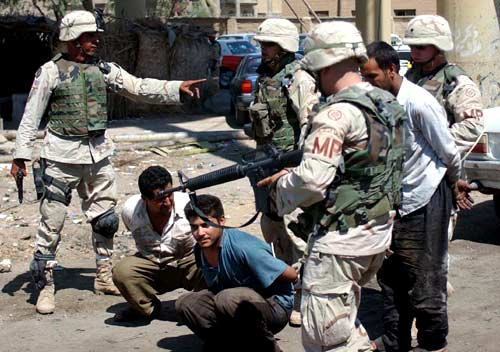
القوات الأمريكية برفقة السرية رقم 115 للشرطة العسكرية أثناء تفتيش العراقيين بنقطة تفتيش السيارات بالفلوجة في يوليو/تموز 2003

ومع تفاقم أعمال العنف، تعامل الأمريكان مع الموقف بما أطلق عليه الكثير من العراقيين "الاستخدام الأحمق للنيران" و "غارات نصف الليل تُشن على الأبرياء من الرجال". ومن ثم وجهت هيومن رايتس ووتش اتهامًا للجيش الأمريكي باستخدام نمط من "التكتيكات أكثر عدوانية والإطلاق العشوائي للنيران على المناطق السكنية والاعتماد بشكل كبير على القوة المميتة" ذلك إلى جانب استخدام "القوة غير المتكافئة"." على سبيل المثال، في حال قيام مجموعة من المسلحين العراقين بتفجير لغم، يتعامل الجيش الأمريكي مع ذلك بإلقاء قنابل على المنازل التي تحتوي على مخابئ للأسلحة، عندما أطلق المسلحون قذيفة هاون حول مراكز الجيش الأمريكي بالقرب من الفلوجة، رد الأمريكان على الموقف بالمدفعية الثقيلة. شنت القوات الأمريكية بعض الضربات العنيفة على السكان المحليين قرب مدينة القائم، حيث أخذ الجنود الأمريكان يركلون الأبواب ويعاملون المواطنين العراقيين بمنتهى القسوة، ولن يكشف ذلك شيئَا سوى أنهم أشخاص أبرياء. كما شهد الحادي عشر من سبتمبر/أيلول حادثة قيام بعض الجنود الذين يحرصون نقطة تفتيش قرب الفلوجة بإطلاق عدة قذائف على كل من سيارة شرطة عراقية ومستشفى مجاور، مما أسفر عن مصرع سبعة أشخاص. كذلك كان الجنود الأمريكان يستخدمون القوة في معاملة المعتقليين العراقيين. شهدت المحافظة تناوب مستمر بين الوحدات، مما أدى إحداث الإرباك بين صفوف القوات الأمريكية؛ حيث تناوبت خمس كتائب المهام بالفلوجة خلال خمسة أشهر. تلخيصًا للموقف الأمريكي المبدئي من محافظة الأنبار، صرح كيث ماينز، الدبلوماسي بسلطة الائتلاف المؤقتة بمحافظة الأنبار:
ما قمنا به على مر الشهور الستة الماضية بالأنبار لم يسفر إلا عن عدم الاستقرار. أدت العدوانية التي يتبعها الائتلاف في اجتثاث حزب البعث، وحل قوات الجيش العراقي وإغلاق المصانع، إلى استبعاد عشرات الآلاف من الأشخاص من الحياة السياسية والاقتصادية للعراق.

### من نوفمبر/تشرين الثاني حتى ديسمبر/كانون الأول
خلال الهجوم الذي قامت به الجماعات المسلحة بشهر رمضان، أسقط صاروخٌ SA-7 مروحية نقل عسكرية من طراز شينوك تحمل اثنين وعشرين جنديًا قرب الفلوجة في الثاني من نوفمبر/تشرين الثاني، مما أسفر عن مقتل ثلاثة عشر شخصًا، وإصابة الباقي. ثم عم السكون الفلوجة لعدة أشهر عقب إسقاط المروحية. في الخامس من نوفمبر/تشرين الثاني، أعلن دونالد رامسفيلد، وزير الدفاع الأمريكي أن قوات المارينز ستعود إلى العراق لتتولى عملها في محافظة الأنبار، في بداية العام القادم. وعندما استعدت قوات المارينز للتحرك متوجهة إلى العراق، كان يوجد إجماع متزايد على أن الفرقة الجوية رقم 82، فقدت السيطرة على المنطقة، ومع ذلك كانت المشكلة الوحيدة الحقيقية التي واجهتهم هي منطقة الفلوجة. وجه بعض قادة البحرية الأمريكية، مثل اللواء جايمس ماتيس والمقدم كارل ماندي عدة انتقادات إلى عنف تكتيكات الجيش الأمريكي المستخدمة مع السكان السنة وإهانتهم، كما تعهدوا أن قوات المارينز ستتعامل بشكل مختلف. شهدت كل من الفلوجة والرمادي أعمال شغبٍ عقب إلقاء القبض على صدام حسين في ديسمبر. أدى القبض على صدام إلى مشاكل كبيرة بمحافظة الأنبار، فبدلًا من إضعاف حركة التسلح، أثار ذلك غضب أهل الأنبار تجاه المعاملة المهينة الذي يتلقاها صدام. سمح إسقاط حكم صدام للحركات المسلحة بأن تقوم بتجنيد المقاتلين الذين ناهضوا الأمريكان في السابق، ولكنهم ظلوا مكتوفي الأيدي نتيجة كرههم لصدام. علاوة على ذلك، بدأت عمليات القتل والقبض تتوجه نحو مؤيدي صدام، وتولى المتطرفون التابعون لتنظيم القاعدة في العراق مثل عبد الله عزام العراقي المناصب القيادية، وهو المسئول الرئيسي عن مقتل أعضاء الحكومة في عام 2004. على الرغم أنه ظل حزب البعث يلعب دورًا أساسيًا في العمليات المسلحة، مال ميزان القوى إلى العديد من القيادات الدينية، الذين دعوا إلى الجهاد ضد القوات الأمريكية.

## 2004

### من يناير/كانون الثاني حتى مارس/آذار
وفي أوائل عام 2004، زعم اللواء ريكاردو سانشيز، رئيس القوات متعددة الجنسيات في العراق (MNF–I) أن الولايات المتحدة قد «أحرزت تقدمًا هائلًا بمحافظة الأنبار»، على الرغم أن تمويل سلطة الائتلاف المؤقتة لم يكن بالقدر الكافي. فقد تم تخصيص فيما يقرب من مئتي ألف دولار بالشهر لقائد اللواء، حينما قدر حجم المبالغ المتطلبة لإعادة تشغيل المصانع بأكثر من خمسة وعشرين مليون دولار والتي توظف عشرات الآلاف من العمال. بحلول شهر فبراير/شباط، زادات هجمات الحركات المسلحة بشكل كبير. ففي الثاني عشر من فبراير/شباط، تعرض كل من جون أبي زيد، القائد العام للقيادة المركزية الأمريكية (CENTCOM) ، واللواء تشاك سواناك، الضابط المسئول عن الفرقة الجوية رقم 82، لهجومٍ أثناء تجولهم بسياراتهم عبر أنحاء الأنبار. وفي الرابع عشر من فبراير/شباط، في حادثة أُطلق عليها «مذبحة عيد الحب» اجتاح مجموعة من المسلحين مخفر للشرطة يقع بوسط الفلوجة، مما أدى إلى مصرع ما يتراوح بين 23 إلى 25 شرطيًا وهروب 75 جنديًا. وفي اليوم التالي، أطلقت القوات الأمريكية النيران على قائد شرطة الفلوجة، لرفضه ارتداء زيه الرسمي، وكذلك ألقت القبض على محافظ المدينة. أما في مارس/آذار، أعلن كيث ماينز، أنه «لم يوجد ضابط أمن عراقي واحد مُدرب ومُجهز على نحو سليم بمحافظة الأنبار بأكملها»، مضيفًا أنه وقع أمر تأمين المدينة كاملًا على عاتق الجنود الأمريكان، ومع ذلك أثار هؤلاء الجنود غضب القوميين السنة. وفي نفس الشهر، أصدر اللواء سواناك بيانًا موجزًا بشأن الأنبار، حيث تحدث فيه عن تحسن الأوضاع الأمنية في الأنبار، مُعلنًا أن الحركات المسلحة كانت تغمر الأنبار بأسرها، إلا أنه تم القضاء عليها، ثم اختتم حديثه قائلًا: «ولا يزال مستقبل الأنبار في العراق مشرقًا».
وفي الرابع والعشرين من مارس/آذار، سلمت الفرقة الجوية رقم 82 أمر قيادة الأنبار إلى قوات الاستطلاع البحرية الأمريكية الأولى (I MEF) والذي تعرف كذلك باسم القوات الغربية متعددة الجنسيات (MNF-W). شارك فيما يقرب من ثلثي جنود المارينز، بما في ذلك قادتهم (جيمس كونواي وجيمس ماتيس) في غزو 2003. وضع كونواي خطة لإعادة السيطرة تدريجيًا على الأنبار، من خلال البرنامج المنهجي لمكافحة الجماعات المسلحة، وإبداء الاحترام للشعب العراقي وتدريب الجيش والشرطة العراقية باستخدام الفرق العسكرية الانتقالية، (استنادًا إلى برنامج العمل المشترك الذي اتبعته قوات المارينز خلال حرب فيتنام. خلال انتقال السلطة من الفرقة الجوية رقم82 إلى قوات الاستطلاع البحرية الأمريكية، اتضح أن المارينز سيواجهون صعوبة في غرب العراق أكثر من جنوبه.
وفي الخامس عشر من مارس/آذار، وقعت الكتيبة الثالثة من قوات المارينز السابعة، القائمة بالقرب من القائم، في اشتباك ناري مع قوات حرس الحدود السورية. أما في الرابع والعشرين من مارس/آذار، أُصيب عدد من قوات المارينز وقوات المظلات في هجوم لمجموعة من المسلحين على حفل مراسم انتقال السلطة بمدينة الفلوجة.
بعد مرور أسبوع واحد على تسليم قوات الاستطلاع البحرية مقاليد السيطرة على الأنبار، وفي الحادي والثلاثين من مارس/آذار، قام مسلحون في الفلوجة بنصب كمين لقافلة تحمل أربعة من المرتزقة الأمريكان من بلاك ووتر بالولايات المتحدة الأمريكية، حيث لقوا مصرعهم إثر هذا الحادث. ثم قام حشد غاضب من الجماهير بإضرام النيران بجثث المرتزقة وسحلها في الشوارع، قبل التمثيل بها فوق جسر يعبر نهر الفرات. شبهت وسائل الإعلام الأمريكية هذا الهجوم بمعركة مقديشيو التي وقعت عام 1993، عندما سُحلت صور الجنود الأمريكان عبر شوارع الصومال، مما دفع الولايات المتحدة على الفور إلى سحب قواتها.
في نفس اليوم، لقى خمسة جنود مصرعهم قرب الحبانية في حادث انفجار لغم بناقلة جند مدرعة من طراز M113. حسب تصريحات اللواء كونواي، يعد هذا اللغم هو أكبر الألغام التي استخدمت في الأنبار حتى وقتنا هذا، فلم يتبقى سوى صندوق الناقلة وبابها الخلفي.

### معركة الفلوجة الأولى
المقال الرئيسي معركة الفلوجة الأولى
لقد أطاحت بنا شبكة الجزيرة
ــــــ اللواء جايمس كونواي بمعركة الفلوجة الأولى

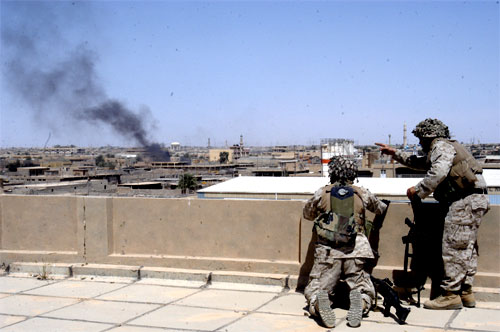
الكتيبة الأولى بالفرقة الخامسة لقوات المارينز خلال معركة الفلوجة الأولى

ردًا على أعمال القتل، أصدر اللواء سانشيز أمرًا إلى قوات المارينز بالهجوم على الفلوجة، بناءً على أوامر مباشرة صادرة من الرئيس جورج بوش ووزير الدفاع دونالد رامسفيلد. في بادئ الأمر، حث اللواء كونواي وفرقته على توخي الحذر، في إشارة إلى أن قوات الاستطلاع البحرية الأمريكية قد وضعت خطة طويلة المدى أكثر دقة، لإعادة السيطرة على الفلوجة، وكذلك أن استخدام القوة المفرطة من المحتمل أن يزيد من زعزعة الاستقرار بالمدينة. كما ذكروا أن الجماعات المسلحة على وجه التحديد تحاول «الإيقاع بنا في رد فعل مبالغ فيه». وبرغم هذه الاعتراضات، سعى اللواء سانشيز إلى وجود مستمر لقوات المارينز خلال 72 ساعة.
بدأت قوات المارينز شن هجومها في الخامس من أبريل/نيسان ، في عملية أطلق عليها اسم الإصرار على الحذر. في أول الأمر، نوى قائد القوات البرية العامة بالأنبار، اللواء جيمس ماتيس، قائد الفرقة الأولى لقوات المارينز، أنه لن يستخدم سوى القوات المتاحة له، ألا وهي الكتيبة الأولي بالفرقة الخامسة لقوات المارينز والكتيبة الثانية بالفرقة الأولى لقوات المارينز. وكان من المقرر لها أن تدخل هذه القوات من الشرق متجهة إلى الغرب لتحتوي الجماعات المسلحة بطريقة منظمة. هذه الخطة جارية التنفيذ منذ أن أصدر اللواء سانشيز أمرًا بالتوقف الفوري في التاسع من أبريل/نيسان.
يكمن السبب الرئيسي وراء هذا الأمر في التغطية التي قامت بها شبكتي الجزيرة والعربية، فتلك الشبكتين هم فقط من يُسمح لهما بالدخول المدينة. فقد أعلنتا مرارًا وتكرارًا عن استخدام قوات المارينز للقوة المفرطة والعقاب الجماعي، كما أثارت اللقطات التي اتخذتها الشبكتان للأطفال القتلى بالمستفيات كل من الرأي العام العراقي والعالمي. كما لخص اللواء كونواي لاحقًا أثرهما على المعركة قائلًا: «لقد أطاحت بنا الجزيرة.» عندما صُدر أمر للكتيبة العراقية الثانية بالذهاب إلى الفلوجة، رفض 30% من جنود الكتيبة الذهاب كما أنهم فروا من مسؤليتهم الجندية، وفي غضون أيام، فر أكثر من 80% من قوات الشرطة والحرس الوطني العراقي بمحافظة الأنبار. وبعد أن استقال عضوان من مجلس الحكم العراقي خلال الهجوم وهدد خمسة أخرون بالقيام بذلك، شعر كل من قائد سلطة الائتلاف المؤقتة، بول بريمر ورئيس القيادة المركزية الأمريكية، اللواء جون أبي زيد بالقلق من أن تتسبب الفلوجة في إسقاط الحكومة العراقية كذلك أصدروا أمرًا بوقف إطلاق النار من جانب واحد.
عقب وقف إطلاق النار، احتفظت قوات المارينز بمواقعها كما استدعت وحدات إضافية، في انتظار استئناف هجومهم، كما كانوا يتمنون. قام اللواء ماتيس بعملية الاجتياح الخارق، بينما كانت قوات المارينز قيد النتظار، دافعة بكتيبة الاستطلاع الأولى المدرعة الخفيفة (LAR) وكذلك الكتيبة الثانية بالفرقة السابعة لقوات المارينز إلى الأراضي الزراعية المحيطة بالفلوجة بالإضافة إلى تحييدها للعديد من العصابات المسلحة التي تعمل على طول امتداد الطرق السريعة المحلية. علاوة على ذلك، شنت الكتيبة الثالثة بالفرقة الرابعة لقوات المارينز غارة بالقرب من الكرمة التي تسيطر على الجماعات المسلحة، امتدت إلى اشتباك كبير دام لنهاية الشهر. ثم استطاعت قوات المارينز أن تحافظ على خطوط إمداداتها مفتوحة، ولكنها انسحبت لأسبابٍ سياسية. كما رفض الرئيس بوش استئناف الهجوم، ومع ذلك لم يكن راضيًا عن الوضع الراهن، مطالبًا القادة العسكريين بـ«خيارات بديلة».
وأخيرًا، اقترح اللواء كونواي ما رآه بمثابة حل وسط عملي، ألا وهو لواء الفلوجة. كان من المفترض أن يقوم لواء الفلوجة بقيادة مجموعة من العراقيين السنة البعثيين سابقًا، أمثال جاسم محمد صالح ومحمد لطيف والذي تكون بشكل كبير من المسلحين الذين كانوا يقاتلون قوات المارينز بالمحافظة على النظام بالمدينة مع السماح للولايات المتحدة بالانسحاب وحفظ ماء الوجه. ولكن في العاشر من مايو/آيار، قلب الللواء ماتيس المدينة رأسًا على عقب وانسحب في اليوم التالي. أسفرت معركة الفلوجة الأولى عن مقتل 51 جنديًا أمريكيًا وإصابة 476 أخرين. ومع ذلك كانت الخسائر العراقية أكبر بكثير. وفقًا لتقديرات قوات المارينز والجماعات المستقلة، فيما يقرب من 800 عراقي قد لقوا مصرعهم إثر المعركة. اختلفت التقارير في تقديرها لعدد المدنيين القتلى: وفقًا للمارينز، بلغ العدد 300، بينما صرحت المنظمة المستقلة لهيئة الإحصاء العراقية أن أعداد المدنيين بلغت 600 فرد.
مُنح أربعة جنود من المارينز وسام صليب البحرية أو ما يساويه وهو صليب الخدمة المميزة لدورهم في المعركة. كذلك عُرف القبطان دوجلاس زمبياك قائد سرية الصدى - كما تعرف- بالكتيبة الثانية بالفرقة الأولى لقوات المارينز بلقب «أسد الفلوجة» نسبة إلى أداءه أثناء الاعتداء.

### الرمادي وشرق الأنبار في عام 2004
المقال الرئيسي القتال بالعراق في ربيع 2004 (Iraq spring fighting of 2004)
بعيدًا عن الفلوجة، كانت تُشن المزيد من الهجمات على المراكز الأمريكية في الأنبار خلال ربيع وصيف 2004. تعد هذه الهجمات جزءًا من «موجة جهادية» على نطاق أكبر اجتاحت المحافظة في منتصف شهر أبريل/نيسان، حين نزلت عصابات من الشباب المسلح إلى الشوارع، تنصب الحواجز على نحو عشوائي وتهدد طرق الإمدادات في غرب محافظة الأنبار وحول بغداد. ساور اللواء ماتيس في وقت من الأوقات الشعور بالقلق من أن تقود الطائفة السنية انتفاضة عامة، تشبه احتجاجات طهران 1978. و في السادس من أبريل/نيسان، شنت قوة تتألف من 300 مسلح مجموعة من الهجمات على دوريات المارينز في سائر أنحاء الرمادي، في محاولة لتخفيف الضغط على الفلوجة. ومن ثم أسفر قتال عنيف بالشوارع دام لأربعة أيام عن مصرع ستة عشر جنديًا من قوات المارينز وفيما يقدر بمائتي وخمسين عنصر مسلح.
وفي نفس السياق، فيما يقرب من جميع أعضاء الكتيبة الثانية بالفرقة الرابعة لقوات المارينز قد لقوا حتفهم في كمين نُصِب لعربات الهامفي غير المدرعة، وكانت تلك المرة الأولى التي تخسر فيها قوات المارينز معركة بالأسلحة النارية في العراق. وفي السابع عشر من أبريل/نيسان، هجم مجموعة من المسلحين على دورية للمارينز في مدينة حصيبة الحدودية، مما أدى إلى سلسلة من الاشتباكات استمرت طوال اليوم وأسفرت عن مقتل خمسة من جنود المارينز وفيما لا يقل عن 120 عنصر مسلح. وفي نفس الوقت تقريبًا، في الرابع عشر من أبريل/نيسان، تعرضت فرقة بقيادة جندي أول جيسون دنهام تعمل بالقرب من حصيبة إلى انفجار قذيفة يدوية ألقاها عضو بجماعة عراقية تبحث عنها هذه الفرقة. على الفور ألقى دنهام بنفسه على القذيفة، ليتلقى جرحًا مميتًا إثر انفجارها، بل لينقذ بقية رفاقه بالفرقة. من ثم أصبح دنهام لاحقًا أول جندي من قوات المارينز منذ حرب فيتنام ينال وسام الشرف.
في محاولة لمحاكاة النجاح الملحوظ بالفلوجة، رد القادة العسكريون الأمريكان بالأنبار على أمر نقل السيطرة من سلطة الائتلاف المؤقتة إلى الحكومة العراقية المؤقتة بالثامن والعشرين من يونيو/حزيران، بسحب أغلب القوات ثانيةً إلى المعسكرات التي تقع خارج المدينة والتركيز على تأمين الطريق السريع الذي يمر بمركز المدينة. كما ظل القتال يحتدم في أنحاء الأنبار، ففي الحادي والعشرين من يونيو/حزيران، لقى فريق قناصة مكون من أربعة أعضاء، يعمل مع الكتيبة الثانية بالفرقة الرابعة لقوات المارينز بالرمادي حتفه على يد مجموعة من المسلحين استطاعوا أن يتسللوا إلى موقع المراقبة الخاص بالفريق. أما في منتصف شهر يوليو/تموز، تنبأ اللواء ماتيس بأن الأنبار ستذهب إلى الجحيم، إن لم تحتفظ قوات المارينز بالرمادي. وفي الخامس من أغسطس/آب، استقال محافظ الأنبار، السيد عبد الكريم برجاس من منصبه عقب اختطاف أبو مصعب الزرقاوي لابنيه. ظهر برجاس على التلفاز وأبدى اعتذاره علانية «لتعاونه مع الكافرين». ثم حل محله محافظ مؤقت شغل المنصب حتى يناير/كانون الثاني 2005. ثم أُلقي القبض لاحقًا على رئيس جهاز الشرطة بالرمادي لتواطئه مع المختطِفين.
وفي نفس الشهر، أُلقي مجموعة من المسلحين بالفلوجة القبض على قائد كتيبة عراقية الذي تعرض للضرب حتى الموت. عقب وفاته، فرت على الفور كتيبتان بالحرس الوطني العراقي قرب الفلوجة، تاركة أسلحتها ومعداتها ليستولى عليها المسلحين. كما صرح خبير مكافحة الجماعات المسلحة، جون ناغل، الذي يعمل بالقرب من الخالدية، أنه وحدته على علم بأن رئيس الشرطة المحلية يدعم الجماعات المسلحة، «ولكن يُفترض أنه اضطر للقيام بذلك ليحافظ على حياته.» أسقط مفجرون انتحاريون سبعة من الجنود التابعين للكتيبة الثانية بالفرقة الأولى للمارينز في السادس من سبتمبر/أيلول، و11 شرطيًا عراقيًا بالقرب من بغدادي في الثالث والعشرين من أكتوبر/تشرين الأول، ليعقبهم بأسبوع واحد ثمانية جنود تابعين للكتيبة الأولى بالفرقة الثالثة لقوات المارينز ، والتي كانت قد وصلت لتوها الأنبار. فقد شهدت الأنبار مصرع أكثر من مائة أمريكي بداية من شهر مايو/آيار وحتى أكتوبر/تشرين الأول.
قبل حلول شهر نوفمبر/تشرين الثاني، دعا رئيس الوزراء العراقي إياد علاوي ممثلين من الرمادي والفلوجة، في محاولة للتفاوض حول إنهاء القتال، على غرار تعاملاته السابقة مع القائد الشيعي مقتدى الصدر. ففي شهر سبتمبر/أيلول، وبمباركة الأمريكان، حل علاوي لواء الفلوجة والذي أساء بسمعته، ثم سمح لقوات المارينز سرًا ببدء التخطيط لهجمة لتستعيد بها الفلوجة. أما في أوائل أكتوبر/تشرين الأول، كثف علاوي جهوده، مطالبًا ممثلي الفلوجة بتسليم الزرقاوي أو مواجهة اعتداء مجدد، ولكنهم رفضوا. وقبل بدء هجوم قوات المارينز بوقت قصير، صرح الشيخ حارث الضاري، قائد جمعية العلماء المسلمين الموالية للجماعات المسلحة، قائلًا: «أن الشعب العراقي يرى الفلوجة رمزًا لصمودهم ومقاومتهم واعتزازهم.»

### الجماعات المسلحة في 2004
بالرغم من عودة السلطة إلى الحكومة العراقية المؤقتة في 28 يونيو/حزيران، ظل العديد من العراقيين يرى أن وجود الجماعات المسلحة أمر شرعي، وأن أعضاء الحكومة العراقية عملاء للولايات المتحدة. وفي أواخر عام 2004، صرح ضابط بالاستخبارات الأمريكية أن الجماعات المسلحة في الرمادي تتلقى أموالًا من سوريا «تصل إلى مليون ومائتي الف دولار بالشهر.» تلقت الجماعات المسلحة تأييدًا واسع النطاق في المجتمع العراقي، مما أدى إلى عدة انقسامات طائفية أصبحت جلية عقب تفجيرات ضريح العسكريين 2006. كما شن العراقيون الشيعة هجومًا على الوحدات العراقية العسكرية المتجهة نحو الفلوجة، ودعا قادة الشيعة مؤيدينهم إلى التبرع بالدم للعناصر المسلحة، كما أطلق مقتدى الصدر على مسلحين الفلوجة لقب «المجاهدين المقدسين»، وقد حاول بعض الشيعة الاشتراك في القتال.
قام قائد تنظيم القاعدة بالعراق باغتيال المواطن الأمريكي نك بيرغ، وكانت تلك الحالة هي الأولى ضمن سلسة من شرائط فيديو مسجل عليها عدة اغتيالات، تم إطلاقها في الحادي عشر من مايو/آيار؛ حيث اُختطف كل من كيم صن إل ويوجين ارمسترونج وجاك هينسلي وكذلك كينيث بغلي إلى قاعدة الزرقاوي بالفلوجة ليلقوا حتفهم إعدامًا.
بعد الاقتحام الأول بالفلوجة، صرحت الولايات المتحدة أن الزرقاوي مسئول عن وقوع سلسلة أحداث السيارات المفخخة بالعراق. فلم تقع تفجيرات كبيرة لسيارات مفخخة أثناء الحصار، كما اكشفت كمية كافية من الذخيرة والممنوعات عن أن «المتفجرات والسيارات المفخخة التي انفجرت بأنحاء أخرى بالعراق قد تكون مصنوعة في الفلوجة». وعلى النقيض، وقع ثلاثون انفجارًا هائلًا لعربات مفخخة في الشهرين الذان أعقبا إقامة لواء الفلوجة، والذي تنظر إليه كل من الحكومة الأمريكية والعراقية على أنه جبهة للجماعات المسلحة. كما جعلت التفجيرات الانتحارية وفيديوهات الرهائن من الزرقاوي رمزًا بارزًا للجماعات المسلحة العراقية، رغم أنه اختلف العديد من قادة السنة القوميين حول توليه القيادة. وفي أواخر عام 2004، رصدت الحكومة الأمريكية مكافأة لمن يستدل على الزرقاوي مماثلة لتلك التي رصدتها لمن يستدل على أسامة بن لادن. ومع ذلك، وصف مسئول كبير بالمخابرات العسكرية الأمريكية لب الجماعات المسلحة في ديسمبر/كانون الأول عام 2004 «بالأوليغارشية السنية القديمة التي استخدمت القومية الدينية كقوة محفزة.»

### معركة الفلوجة الثانية
المقال الرئيسي: معركة الفلوجة الثانية
«لقد قُتل مئات الآلاف من أبناء الأمة»
___ أبو مصعب الزرقاوي
بمعركة الفلوجة الثانية
جاء أمر علاوي بالهجوم على الفلوجة مجددًا في السادس من نوفمبر/تشرين الثاني، أي بعد أربعة أيام من انتخاب جورج بوش رئيسًا مجددًا. جهز قائد الفرقة الأولى لقوات المارينز اللواء ريتشارد ناتونسكي مجموعة من القوات الخاصة تتكون من ست فرق من قوات المارينز وثلاث فرق جيش وثلاث فرق عراقية وكذلك الفوج البريطاني (بلاك ووتش). عوضت الجماعات المسلحة بقيادة الزرقاوي وعبد الله الجنابي وكذلك حديد مساعد الزرقاوي خسارتهم دون مراعاة، حيث ورد أنهم أصبحوا يمتلكون حاليًا فيما بين 3000 إلى 4000 رجل في المدينة. كما اعتزمت تلك الجماعات المسلحة على إعاقة تقدم المارينز باستخدام حواجز الطرق والمصدات والألغام، مع شن هجمات خارج المدينة حتى يحاصروا وحدات المارينز.
بدأ الهجوم في السابع من نوفمبر/تشرين الثاني، حين فوجئ اللواء ناتونسكي بكتيبة الاستطلاع المدرعة الخفيفة الثالثة والكتيبة العراقية رقم 36 كوماندوز تحتل مبنى مستشفى المدينة، الواقع في شبه جزيرة غرب المدينة. فقد بدأت الهجمة الرئيسية في ليلة الثامن من نوفمبر/تشرين الثاني، حيث شنت قوات الائتلاف من الشمال، محققة مباغتة تكتيكية كاملة.
ردًا على ذلك، شنت العناصر المسلحة هجمة على قوات المارينز المتواجدة في مجموعات صغيرة، وعادة ما كانت تحمل هذه العناصر أسلحة أر بي جي. وقد صرح اللواء ناتونسكي أن العديد من العناصر المسلحة على علم بمشاهد فضيحة سجن أبو غريب، ومن المقرر أنهم لن يذهبوا إلى هناك أحياء. وفي العشرين من نوفمبر/تشرين الثاني، بلغت قوات المارينز الحدود الجنوبية للمدينة، ولكنها شهدت آثار الجماعات المسلحة. علاوة على ذلك، قسمت كتائب الاعتداء المدينة إلى عدة مناطق ثم عبرت المناطق المخصصة لهم جيئة وذهابًا، في محاولة لإيجاد العناصر المسلحة. وبعد أربعة أيام، أصدر الزرقاوي تسجيلًا صوتي يدين فيه الزعماء المسلمين السنة لنقص دعمهم، مدعيًا «أن مئات الآلاف من أبناء الأمة قد قُتلوا.» ثم قلت حدة القتال تدريجيًا وفي السادس عشر من ديسمبر/كانون الأول، بدأت الولايات المتحدة تفتح المدينة مجددًا، وتسمح للسكان بالعودة.
وفيما بعد وصف الجيش الأمريكي المعركة أنها «أعنف حرب مدن شاركت فيها قوات المارينز منذ معركة هوى بفيتنام.» أورد السجل الرسمي لسلاح قوات المشاة البحرية الأمريكية (المارينز) مقتل 78 من جنود قوات المارينز والبحارة وإصابة 651 أخرين، في عملية استدعاء الفلوجة، (استطاع 394 العودة إلى الخدمة). ينتمي ثلث القتلى والجرحى إلى الكتيبة الثالثة بالفرقة الأولى لقوات المارينز. مُنح ثمانية جنود من قوات المارينز وسام صليب البحرية، والذي يعد ثاني أعلى تقدير يقدمه الجيش الأمريكي لبسالة جنوده، بينما مُنح ثلاثة من الثمانية جنود هذا الوسام بعد وفاتهم. كذلك رُشح الرقيب رفائيل بيرالتا لنيل وسام الشرف إلا أنه لم يوفق.
وأشارت تقديرات المسئولين إلى أنهم قد أسقطوا فيما بين 1000 إلى 1600 عنصر مسلح واعتقلوا 1000 أخرين من بين 1500 إلى 3000 عنصر مسلح تقريبًا، والذين كان يُعتقد أنهم داخل المدينة. كما ألقت الطائرات الحربية 318 قنبلة دقيقة التوجيه، وكذلك أطلقت 391 صاروخ وقذيفة، إلى جانب 93.000 طلقة نارية على المدينة مستخدمة بنادق آلية ومدافع، بينما قامت وحدات المدفعية بإطلاق 5.685 طلقة باستخدام قذائف من عيار 155مم. وأوضحت تقديرات الصليب الأحمر أن فيما يقرب من 250.000 من 300.000 ساكن قد تركوا المدينة خلال القتال. وصرح مسئول بالصليب الأحمر بشكل غير رسمي أن وصل عدد القتلى المدنيين إلى 800.
لم تكن معركة الفلوجة هزيمة بالنسبة لنا، ولكننا لا نستطيع تحقيق المزيد من أمثال هذه الانتصارات.
__ وقائع المعهد البحري للولايات المتحدة، يناير/كانون الثاني 2005
تعد معركة الفلوجة الثانية معركة فريدة من نوعها ضمن حملة الأنبار، حيث أنها المرة الوحيدة التي شن فيها كل من جيش الولايات المتحدة والجماعات المسلحة اشتباكًا تقليديًا على مستوى الفرقة. خلال هدنة حملة الأنبار، لم تقاتل الجماعات المسلحة بأعداد كبيرة. وقد أورد السجل الرسمي لسلاح قوات المشاة البحرية الأمريكية (المارينز) أن المعركة لم تكن بالأمر الحاسم، حيث فر مسبقًا العديد من قيادات الجماعات المسلحة والعناصر المسلحة غير المحليين. إجمالًا لرؤية سلاح قوات مشاة البحرية الأمريكية، صرحت وقائع المجلة الرسمية للمعهد البحري للولايات المتحدة أنه «لم تلحق معركة الفلوجة بنا الهزيمة، ولكننا لا نستطيع تحقيق المزيد من أمثال هذه الانتصارات.»

## 2005

### من يناير/كانون الثاني حتى أبريل/نيسان
عقب معركة الفلوجة الثانية، واجهت قوات المارينز ثلاثة مهام رئيسية، أولًا: تقديم المساعدة الإنسانية إلى مئات الآلاف من اللاجئين العائدين إلى المدينة، ثانيًا: إعادة السيطرة على العديد من البلدات والمدن الواقعة على طول نهر الفرات والتي تركتها أثناء استعدادتها للمعركة، وثالثًا: تأمين الانتخابات البرلمانية العراقية المقرر إجراؤها 30 يناير/كانون الثاني. وفقًا لكبار المسئولين بقوات المارينز، أُعدت هذه الانتخابات لتحرير الحكومة العراقية لتشمل مواطنين عراقيين. أدلى 3.775 ناخب (أي 2بالمئة ممن يحق لهم الانتخاب) بأصواتهم في محافظة الأنبار، وذلك نتيجة مقاطعة السنة للانتخابات. وقد فاز بانتخابات مجلس المحافظة التي أُجريت في نفس التوقيت الحزب الإسلامي العراقي، الذي واجه نقصًا ملموس للشرعية ولكنه مع ذلك هيمن على السلطة التشريعية بالأنبار حتى عام 2009.
خلال الاستعداد للانتخابات، تحطمت طائرة مروحية من طراز CH-53E قرب الرطبة في السادس والعشرين من يناير/كانون الثاني، مما أسفر عن مصرع 31 جنديًا من قوات المارينز وبحارة، ينتمي أغلبهم إلى الكتيبة الأولى بالفرقة الثالثة لقوات المارينز، والذين استطاعوا أن يبقوا على قيد الحياة عقب معركة الفلوجة الثانية. وتعد هذه الحادثة أكثر حادثة دموية شهدتها قوات الولايات المتحدة في حرب العراق. أما في العشرين من فبراير/شباط، قامت قوات المارينز بعملية ريفر بيلتز، وتعد هذه العملية هي أول هجمة أساسية يشهدها عام 2005، وقد تركز الهجوم في الوادي الغربي لنهر الفرات ضد كل من الرمادي وهيت وبغدادي. كذلك تبنت وحدات مختلفة عدة استراتيجيات، ففي الفلوجة، حاصرت قوات المارينز المدينة مستخدمة مصدات دفاعية، كما منعت المركبات كافة، وكذلك طالبت السكان بحمل بطاقات هويتهم. أما في الرمادي، ركز لواء الفريق القتالي الثاني التابع لفرقة المشاة رقم 28 على السيطرة على الطرق الرئيسية وحماية الحاكم ومركز الحكومة. وبالنسبة إلى غرب الأنبار، قام الفوج الثاني لقوات المارينز بمهام البحث والتدمير والتي وُصفت بأنها عملية «تطويق وتفتيش»، حيث اقتحمت القوات المدن التي يسيطر عليها العدو ثم انسحبت. وفي الثاني من أبريل/نيسان، شنت مجموعة من مقاتلي تنظيم القاعدة بالعراق بلغ عددها 60 مقاتلًا هجومًا كبيرًا على سجن أبو غريب، وُصف بأنه «واحدًا من أكثر الهجمات تطورًا» حتى تاريخنا هذا. أطلقت جماعات مسلحة وابلًا من قذائف الهاون، إلى جانب قيامها بعملية انتحارية داخل سيارة مفخخة، في محاولة باءت بالفشل لاختراق السجن، ولكنها أسفرت عن إصابة 44 جنديًا أمريكيًا و13 معتقلًا.

### العبوات الناسفة
المقال الرئيسي: عبوة ناسفة
في أواخر فبراير/شباط، ظهر خطر جديد وهو العبوات الناسفة (IED). ففي 2005، لقى 158 جندي أمريكي إلى جانب عدد من قوات المارينز حتفهم إثر انفجار عبوات ناسفة أو وقوع تفجيرات انتحارية، لتصبح الأنبار أكثر مدينة عراقية ذلك العام تشهد وفيات ناجمة عن القتال تزيد عن النصف (أي بنسبة 58%). تعكس هذه الأرقام الاتجته الوطني للعراق بأسرها. رغم أن العبوات الناسفة تُستخدم منذ بدايات ظهور الجماعات المسلحة، صُممت الطرازات الأولية، باستخدام «الديناميت أو البارود، لتُخلط بعدة مسامير ثم تُدس العبوة بجانب الطريق». وفي منتصف عام 2005، أدخلت الجماعات المسلحة تعديلات على العبوات الناسفة، لتتحكم بانفجارها باستخدام أجهزة تحكم عن بعد ولتتربط قذائف المدفعية والصواريخ معًا من خلال أسس صلبة ليصبح حجم الانفجار هائلًا وكذلك لدسها بالطرق لإلحاق أكبر قدر ممكن من الضرر. جاء رد الولايات المتحدة من خلال استخدام مجموعة من أجهزة التشويش الإلكترونية الأكثر تطورًا، وذلك بصورة تدريجية، إلى جانب غيرها من برامج الحرب الإلكترونية والتي أدت في نهاية المطاف إلى تأسيس منظمة مكافحة العبوات الناسفة.
ما لم يوجد أناس ينصهرون داخل عربات الهمفي، فلا توجد مشكلة حقيقية
__مصدر مجهول بقوات المارينز ردًا على تهديدات العبوات الناسفة
في السابع عشر من فبراير/شباط، قدم العميد دينيس هيجليك طلبًا عاجلًا إلى سلاح البحرية الأمريكية، ليدعمه بألف ومائتي عربة مدرعة معدة لنصب كمائن مقاومة للألغام (MRAP)، والمصممة خصيصًا لتحمُل هجمات العبوات الناسفة وذلك لاستخدمها داخل محافظة الأنبار. وقد أضاف العميد هيجليك في طلبه قائلًا: «لا يمكن للمارينز أن تواصل فقدان العديد من الضحايا فضلًا عن الخسائر الجسيمة التي تُلحق بها إثر تلك العبوات الناسفة.» لم يتخذ سلاح البحرية الأمريكية إجراءً رسميًا بناء على هذا الطلب لمدة 21 شهرًا. ثم زعم العميد هيجليك لاحقًا أنه كان يشير إلى العبوات الناسفة التي تنزع جوانب المركبات، ليأتي قرار سلاح البحرية الأمريكية بأن المزيد من عربات الهمفي المدرعة ستفي بغرض الحماية. ولقى هذا القرار رفضًا من جانب الكاشف عن الفساد، السيد فرانز غايل والذي قدم تقريرًا إلى الكونغرس، يشير فيه إلى أن الطلب قد عُلِق، لأن أراد سلاح المشاة استغلال المال في تحسين برنامج المركبات التكتيكية لتحل محل عربات الهمفي، والذي لم يقرر لها أن تصبح جاهزة للعمل إلا في عام 2012. اتهم بعض العاملين بالجيش سلاح البحرية الأمريكة بأنها تتخذ موقفًا عرضيًا حيال العبوات الناسفة. كما توجه ضابط بالجيش الأمريكي بشكوى حيث أنه عقب تحذيره بوجود عدد هائل من العبوات الناسفة بطريق ما، لم يتلق ردًا إلا «ما لم يوجد أناس ينصهرون داخل عربات الهمفي، فلا توجد مشكلة حقيقية.»

### غرب وادي نهر الفرات
وبحلول ربيع 2005، أدرك كل من الحكومة العراقية والأمريكية أن المشكلة الكبرى التي تواجه العراق هي السيارات المفخخة ببغداد والتابعة إلى تنظيم القاعدة بالعراق. بينما رغب العراقيون في التركيز على نطاقات الضواحي داخل بغداد، حيث كانت تُجمع المركبات، أدرك قائد القوات متعددة الجنسيات اللواء جورج كاسي أن المشكلة الحقيقية تكمن في أمر المقاتلين الأجانب المؤيدين للجماعات المسلحة والذين يتوافدون عير الحدود السورية، حيث أصدر أمرًا لقوات المارينز لشن حملة بذاك الصيف لأجل تأمين غرب وادي نهر الفرات (WERV).
أما عن السابع من شهر مايو/آيار، فقد احتل مجموعة من المسلحين بمداهمة فصيل تابع للكتيبة الثالثة بالفرقة الخامسة والعشرين لقوات المارينز بالقرب من حديثة، ولكن في نهاية المطاف أنقذها أحد ضباط الصف بها، والذي فيما بعد مُنح وسام صليب البحرية. وباليوم التالي بدأت الكتيبة الثانية بقوات المارينز مسح ملاذات العناصر المسلحة الواقعة بغرب وادي نهر الفرات. وتعد الهجمة الأولى الرئيسية هي عملية الماتادور، في مواجهة مدينة العبيدي، والتي أعلنتها القيادة المركزية الأمريكية منطقة تجمع المسلحين. وقد شارك في هذه الهجمة كل من الكتيبة الثالثة بالفرقة الخامسة والعشرين والكتيبة الثالية بالفرقة الثانية لقوات المارينز. وفي أغلب الحالات، تفر العناصر المسلحة، تاركة خلفها أفخاخ متفجرة والعديد من الالغام، مما أسفر عن مصرع أكثرمن تسعة أفراد من قوات المارينز وإصابة أربعين أخرين في هذه العملية، ولكن يبدو أن تلك العناصر قد عادت إلى المدينة بعدئذ.
وقد كان غرب وادي نهر الفرات محط انظار تنطيم القاعدة بالعراق كذلك. فقد استعاد الزرقاوي قاعدته بغرب الأنبار، معلنًا مدينة القائم عاصمة له، بجانب العمل على مدينة هيت وثالوث حديثة. وعن الثامن من مايو/آيار، قامت جماعة مسلحة، تدعى جماعة أنصار السنة بنصب كمين إلى اثنى عشر مرتزقًا قرب هيت ومن ثم قتلهم. ولحق ذلك بيومين اختطاف محافظ الأنبار السيد رجاء نواف المحلاوي الذي قُتل على أيدي مجموعة من المسلحين قرب راوة، ليحل محله مأمون سامي رشيد العلواني.

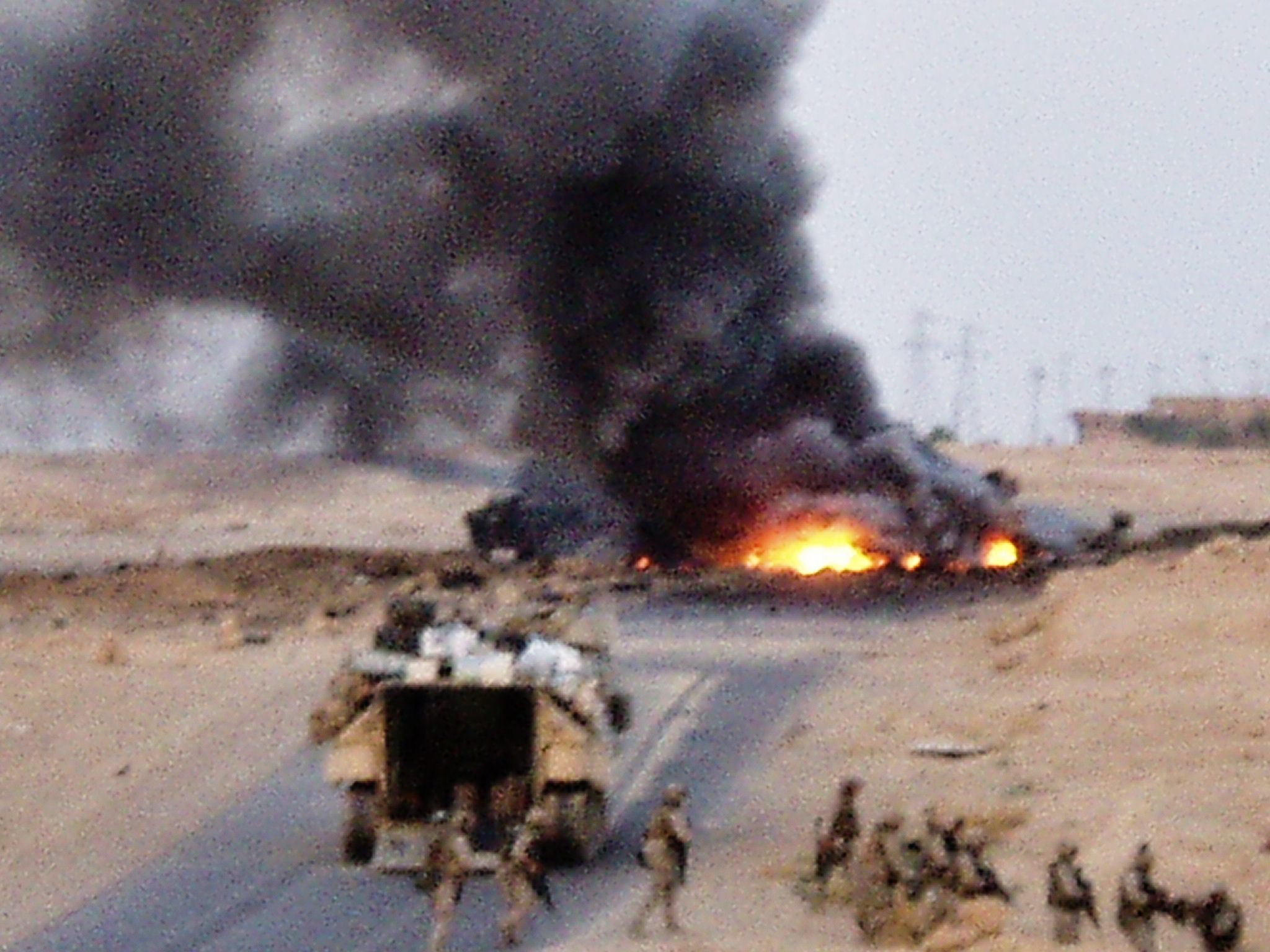
آثار هجوم بالعبوات الناسفة خارج مدينة حديثة في أغسطس/آب 2005 خلال عملية الضربة السريعة والتي أودت بحياة أربعة عشر فردًا من الكتيبة الثالثة بالفرقة الخامسة والعشرين لقوات المارينز

ثم بدأت قوات الاستطلاع البحرية الأمريكية سلسلة من العمليات في شهر يوليو/تموز، تحت إشراف (عملية سيد)، بالإضافة إلى تطهير غرب وادي نهر الفرات منعناصر تنطيم القاعدة، تعد (عملية سيد) محاولة لتعيين شروطًا للأهل الأنبار من أجل المشاركة في الاستفتاء على الدستور المقرر إجراءه في شهر ديسمبر/كانون الأول. ثم بدأت قوات الاستطلاع البجرية الأمريكية سلسلة من العمليات في شهر يوليو/تموز، تحت إشراف (عملية سيد)، بالإضافة إلى تطهير غرب وادي نهر الفرات منعناصر تنطيم القاعدة، تعد (عملية سيد) محاولة لتعيين شروطًا للأهل الأنبار من أجل المشاركة في الاستفتاء على الدستور المقرر إجراءه في شهر ديسمبر/كانون الأول. فقد قامت تلك القوات بتنفيذ عدة عمليات لا حصر لها، تحمل أسماء مثل (السوق الجديدة والحسام والصياد وزوبا والرمح وبوابة النهر والقبضة الحديدية وقد بلغت تلك العمليات ذروتها في عملية الحجاب الفولاذي التي أطلقت في شهر نوفمبر/ تشرين الثاني. أما في أغسطس/آب، قامت الكتيبة الثالثة بالفرقة الخامسة والعشرين لقوات المارينز بتنفيذ عملية الضربة السريعة في ثالثوث حديثة، والتي تعد عملية تطويق وتفتيش. فقد سقط في يومين نحو 20 فردًا من المارينز؛ حيث نصبت جماعة أنصار السنة كمينًا لستة قناصة ليلقوا مصرعهم في الأول من أغسطس/آب، كما سقط 14 فردًا من قوات المارينز في الثالث من أغسطس/آب، حين أصاب لغم خارج حديثة مركبتهم البرمائية الهجومية.
وفي أكتوبر/تشرين الأول، شهدت الأنبارسقوط العديد من الأمريكان أكثر من أي منطقة أخرى بالعراق، وقد تحول حديث كبار المارينز من الانتصار إلى «احتواء العنف وتهريب البضائع على النحو الذي يمكن للقوات العراقية أن تتعامل معه.»

### من أكتوبر/تشرين الأول حتى ديسمبر/ كانون الأول 2005
المقال الرئيسي: عملية الحجاب الفولاذي Operation Steel Curtain [الإنجليزية]
وفي الخامس من نوفمبر/تشرين الثاني، أطلقت الكتيبة الثانية لقوات المارينز عملية الحجاب الفولاذي ضد بلدة حصيبة الحدودية. وقد ذكرت قوات المارينز أن نحو عشرة أفراد من قوات المارينز إلى جانب 139 عنصر مسلح قد لقوا حتفهم خلال الهجوم. كما أورد بعض العاملين في المجال الطبي مقتل 97 مدنيًا. وفي الأول من ديسمبر/كانون الأول، لقى عشرة أفراد تابعين للكتيبة الثانية بالفرقة السابعة لقوات المارينز حتفهم إثر انفجار هائل لعبوة ناسفة أثناء ترجلهم بدورية بمدينة الفلوجة.
في الخامس عشر من أكتوبر/تشرين الأول، ذهب أهالي الأنبار إلى صناديق الاقتراع لإتخاذ القرار بشأن التصديق على الدستور الجديد من عدمه. بالرغم أن نسبة المشاكرة في الاستفتاء (التي ضمت 259,919 ناخب أو 32% ممن لهم حق الاقتراع) كانت أعلى وبشكل ملحوظ من الانتخابات التي أُجريت في يناير/كانون الثاني، جاءت النتائج مشابهة، فقد رفض نحو 97% الدستور الجديد. وفي الخامس عشر من ديسمبر/كانون الأول، أجريت انتخابات متابعة للبرلمان العراقي، لتصبح عملية المشاركة في تلك الانتخابات أعلى (585,429 ناخب أي 86% ممن لهم حق الاقتراع).
ومن ناحية أخرى، شن تنظيم القاعدة بالعراق سلسلسة هجمات على الأردن بنهاية 2005، والتي ترجع جزئيًا إلى الأنبار. ففي ديسمبر/كانون الأول2004، باءت محاولة الهجوم على نقطة تفتيش طريبيل الواقعة على طول الحدود الأردنية مع محافطة الأنبار بالفشل. وفي شهر أغسطس/آب، شهدت سفينتان حربيتان بخليج العقبة (المدمرتان الأمريكيتان كيرساج، آشلاند) هجومًا بالصواريخ، من ثم فرت الخلية التي نفذت الهجوم إلى العراق. وفي التاسع من نوفمبر/تشرين الثاني، نفذ ثلاثة عراقيين من الأنبار تفجيرات انتحارية في عَمّان، مما أسفر عن مصرع ستين شخصًا، ثم أُلقى القبض على انتحاري رابع من أهل الأنبار.

## 2006

### مجزرة حديثة
المقال الرئيسي: مجزرة حديثة

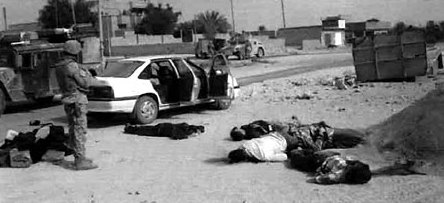
اتم التقاط هذه الصورة من مشهد وقوع مجزرة حديثة، والتي توضح قيام أفراد من سرية كيلو التابعة للكتيبة الثالثة بالفرقة الرابعة لقوات المارينز بقتل عدد من العراقيين

وفي مايو/آيار 2006، أخلت بتوازن سلاح البحرية الأمريكية عدة إدعاءات بأنه قد قامت سرية تابعة للكتيبة الثالثة بالفرقة الأولى لقوات المارينز «بثورة» في شهر نوفمبر/تشرين الثاني 2005، مما أودى بحياة رجال ونساء وأطفال عراقيين غير مسلحين بحديثة. وقد وقع هذ الحادث في التاسع عشر من نوفمبر/تشرين الثاني 2005، إثر انفجار لغم بقافلة، ليلقي ميغيل تيرازاس وكيل عريف بالبحرية. كانت تضم هذه القافلة سرية تابعة لقوات المارينز بقيادة الرقيب أول فرانك ووتريتش، والتي سرعان ما تولت السيطرة على الموقف. عقب انفجار اللغم، أوقفت قوات المارينز سيارة أوبل بيضاء اللون تحمل خمسة عراقيين، ثم أطلقت عليهم النيران بعد محاولتهم للهرب، وذلك قبل وصول قائد الفصيلة وتوليه الأمر. وقد ذكر أفراد من المارينز أن منزل قريب قد فاجئهم بإطلاق النار عليهم، ليأمر ووتريتش رجاله بإحتلال المنزل. ثم اتفق كل من شهود العيان الأمريكان والعراقيين أن سرية ووترتيش قامت بمسح هذا المنزل وتطهيره، بالإضافة إلى عدة منازل قريبة، من خلال إلقاء قذائف يدوية ثم دخول تلك المنازل وإطلاق النيران على ساكنيها، ولكن اختلفت آراؤهم حول ما إذا كانت تسمح قواعد الاشتباكات بارتكاب أعمال القتل تلك. وزعم أفراد من قوات المارينز أن تلك المنازل قد أُعلن أنها عدائية، وقد جاءت الأوامر بأنه «يجب قتل سكان تلك المنازل العدائية». وعلى الجانب الأخر، زغم عراقيون أن أفراد المارينز استهدفوا المدنيين عن عمد. فضلًا عن مقتل العراقيين الخمس الذين استقلوا السيارة الاوبل، لقى 19 رجلًا وامرأة وطفلًا مصرعه، عند قيام سرية ووتريتش بتطهير المنازل.
شهد فبراير/شباط بداية القوات متعددة الجنسيات-العراق عملية التحقيقات الداخلية، برفقة دائرة التحقيقات الجنائية البحرية ( التي تولت فحص عمليات القتل الفعلية) واللواء إلدون بارجويل (الذي تولى فحص رد قوات المارينز على أعمال القتل). وقد نُشرت مقالة إخبارية في شهر مارس/آذار تزعم وقوع مذبحة. أصبحت حديثة قضية وطنية في نصف شهر مايو/آيار، وذلك بسبب التصريحات التي ألقاها جون مورثا عضو الكونغرس، المناهض للحرب وفرد من قوات المارينز سابقًا. زعم مورثا بشكل خاطئ أن عدد المدنيين الذين لقوا حتفهم أكبر بكثير من ذلك الذي ذُكر، وأضاف أن قوات المارينز قد «أودت بحياة العديد من المدنيين الأبرياء بوحشية تامة». وقد عززت وجهة نظر مورثا الأوسع نطاقًا بشأن سوء تصوف القوات أنباء عن عملية قتل أخرى، حيث أسقطت سرية تابعة لقوات المارينز عراقيًا، ثم وضعت AK-47 قرب جثته بالحمدانية، قرب أبو غريب، وكذلك فيديو نُشر على الإنترنت مثيرًا للجدل، يطلق عليه اسم «الفتاة المُحجة»، والذي ظهر فيه فرد من قوات المارينز يسخر من قتل أفراد من عائلة عراقية.
ثم شهد يونيو/حزيران، انتهاء الجيش من التحقيقات الداخلية، وبالرغم من عدم إيجاد بارجويل دليلًا على التستر، وجه تقريره انتقادًا لاذعًا إلى سلاح البحرية الأمريكية، وذلك «لأهمالهم وتقصيرهم»، على حد وصفه، إلى جانب عدم رغبة الضباط وخاصة كبار الضباط التي تصل إلى حد الرفض للتحقيق في أمر القتلى المدنيين. كما صرح اللواء ستيفن جونسون رئيس القيادة المركزية الأمريكية أن أعمال قتل المدنيين تحدث «باستمرار»، وأنه لم يجد العدد الهائل للقتلى غريبًا عن المعتاد. وقد أعزى سبب عمليات القتل إلى «أنها تكلفة القيام بأعمال أثناء اشتباكًا ما». وفي الحادي والعشرين من ديسمبر/كانون الأول 2006، ألقى الجيش الأمريكي مسئولية أحداث مدينة حديثة على ثمانية أفراد من قوات المارينز. وُجه إلى أربعة من هؤلاء الثمانية بما فيهم ووترتش اتهامًا بالقتل العمد. وفي الثالث من أكتوبر/تشرين الأول 2007، أوصى ضابط التحقيقات بجلسة الاستماع الأولية بسقوط تهمة القتل عن ووترتش واتهامه عوضًا بالقتل الخطأ. ومن ثم سقطت التهمة عن ستة من المدعي عليهم، وأعلنت براءة أخر. وفي عام 2012، اعترف ووترتش بتقصيره في أداء الواجب مقابل سقوط أية تهم أخرى عنه. وُبخ أكثر من ثلاثة ضباط بشكل رسمي بما فيهم قائد كتيبة المقدم جيفري تشيساني، وذلك بسبب إخفاقهم بإعداد تقريرًا سليما عن عمليات القتل والتحقيق بها.

### معركة الرمادي الثانية
المقال الرئيسي: معركة الرمادي الثانية (2006) معركة الرمادي (2006)

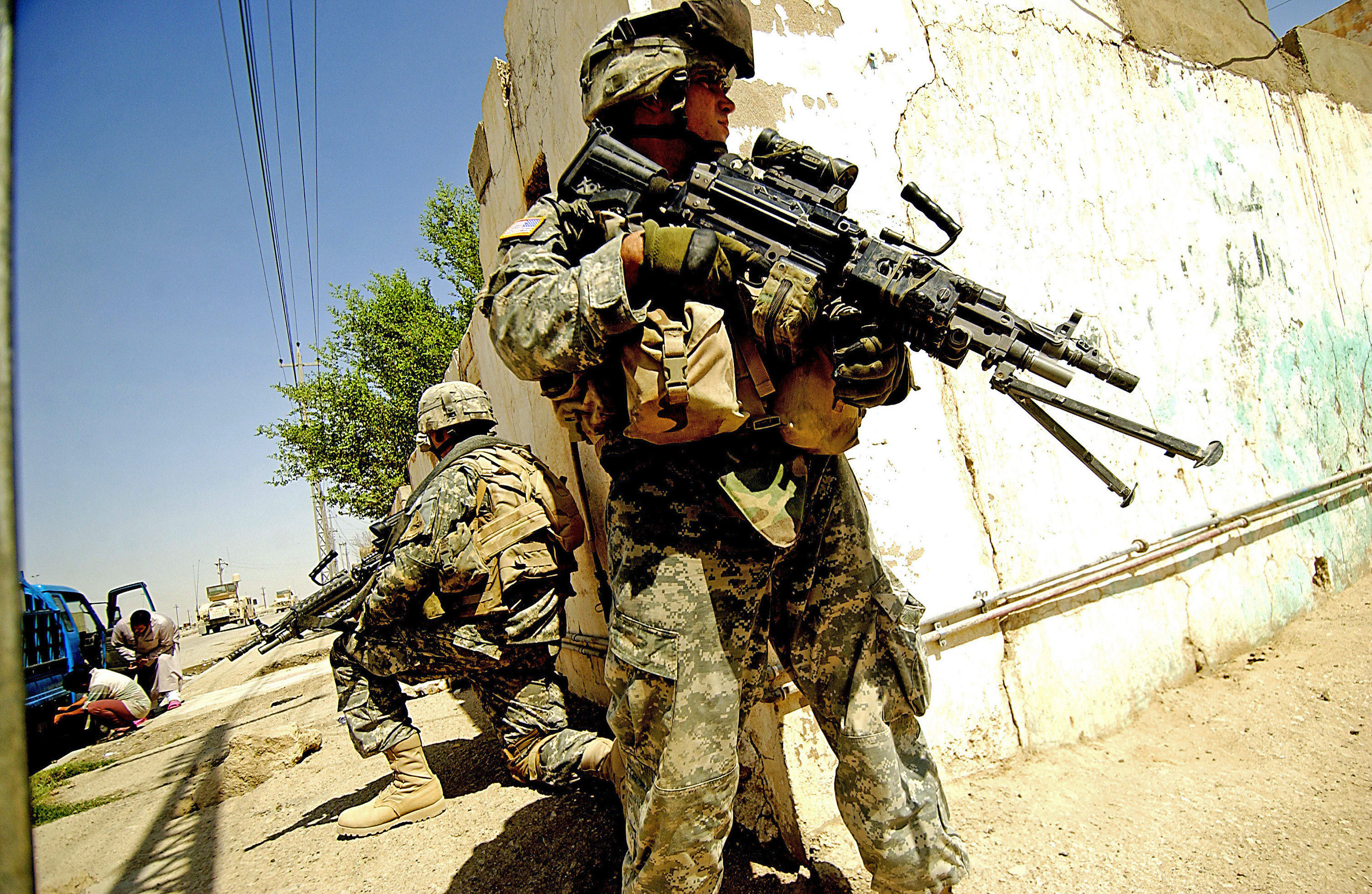
بعض الجنود الأمريكان من فرقة المشاة السادسة يتخذون مواقعهم بزاوية أحد الشوارع أثناء تفقدهم لمدينة الرمادي في دورية راجلة.

وفي شهر بونيو/حزيران 2006، بُعث كل من العقيد شون ماكفارلاند ولواء الفريق القتالي الأول(BCT) التابع للوحدة المدرعة الأولى إلى الرمادي. تلقى العقيد شون ماكفارلاند تعليمات «بضبط الرمادي، ولكن لا يجعل منها فلوجة أخرى». اعتقد العديد من العراقين أن لواء الفريق القتالي الأول يحضر لمثل ذاك النوع من العمليات، مسلحين بأكثر من 77 دبابة من طراز أبرامز M1، بالإضافة إلى 84 مركبات برادلي القتالية، ولكن كان العقيد شون ماكفارلاند يحضر لخطة أخرى. قبل أن يذهب لواء الفريق القتالي الأول إلى الرمادي، كان يتركز بمدينة تل عفر الشمالية، حيث شهد 2005 ريادة العقيد ماكمستر لنوع جديد من العمليات. وفقًا لمنهج ماكمستر، نشر القادة الجنود في جميع أنحاء المنطقة، حتى تم إخلاءها من العناصر المسلحة، ثم احتفظوا بها حتى يتم تعزيز قوات الأمن العراقية بشكل تدريجي على النحو الذي يستطيعون به فرض السيطرة على المنطقة. كما في العمليات الهجومية الأخرى، فر العديد من العناصر المسلحة من المدينة مترقبين وقوع معركة كبيرة.انتقل لواء الفريق القتالي الأول إلى أخطر الأحياء بالرمادي، وبداية من شهر يوليو/تموز بدأ بتشييد أربعة مواقع قتالية التي بلغ عددها ثمانية عشر في النهاية. فرضت القوات السيطرة على المنطقة وألحقت العديد من الإصابات في صفوف الجماعات المسلحة. وفي الرابع والعشرين من يوليو/تموز، شنت قوات تنظيم القاعدة بالعراق هجومًا مضادًا على مواقع أمريكية، بلغ عددهم أربعة وعشرين، ضمت كل منهم 100 مقاتل. رغم ورود أخبار عن وجود قائد تنظيم القاعدة بالعراق، أبو أيوب المصري، أخفقت العناصر المسلحة في جميع الهجمات وفقدت ما يقرب من 30 رجلًا. شبه لاحقًا عدد من كبار الضباط الأمريكان بما في ذلك اللواء دافيد بتريوس ذلك القتال بمعركة ستالينغراد. رغم كل هذه النجاحات، ظلت القوات متعددة الجنسيات-العراق ترى الرمادي جبهة ثانوية للحرب الأهلية الدائرة في بغداد، كما رأت ضرورة نقل واحدة من كتيبتي العقيد ماكفارلاند إلى بغداد. وصف العقيد ماكفارلاند عملياته علانية بأنها «تسعى إلى نشر الهدوء ببغداد».

### صحوة الأنبار
المقال الرئيسي: الصحوة

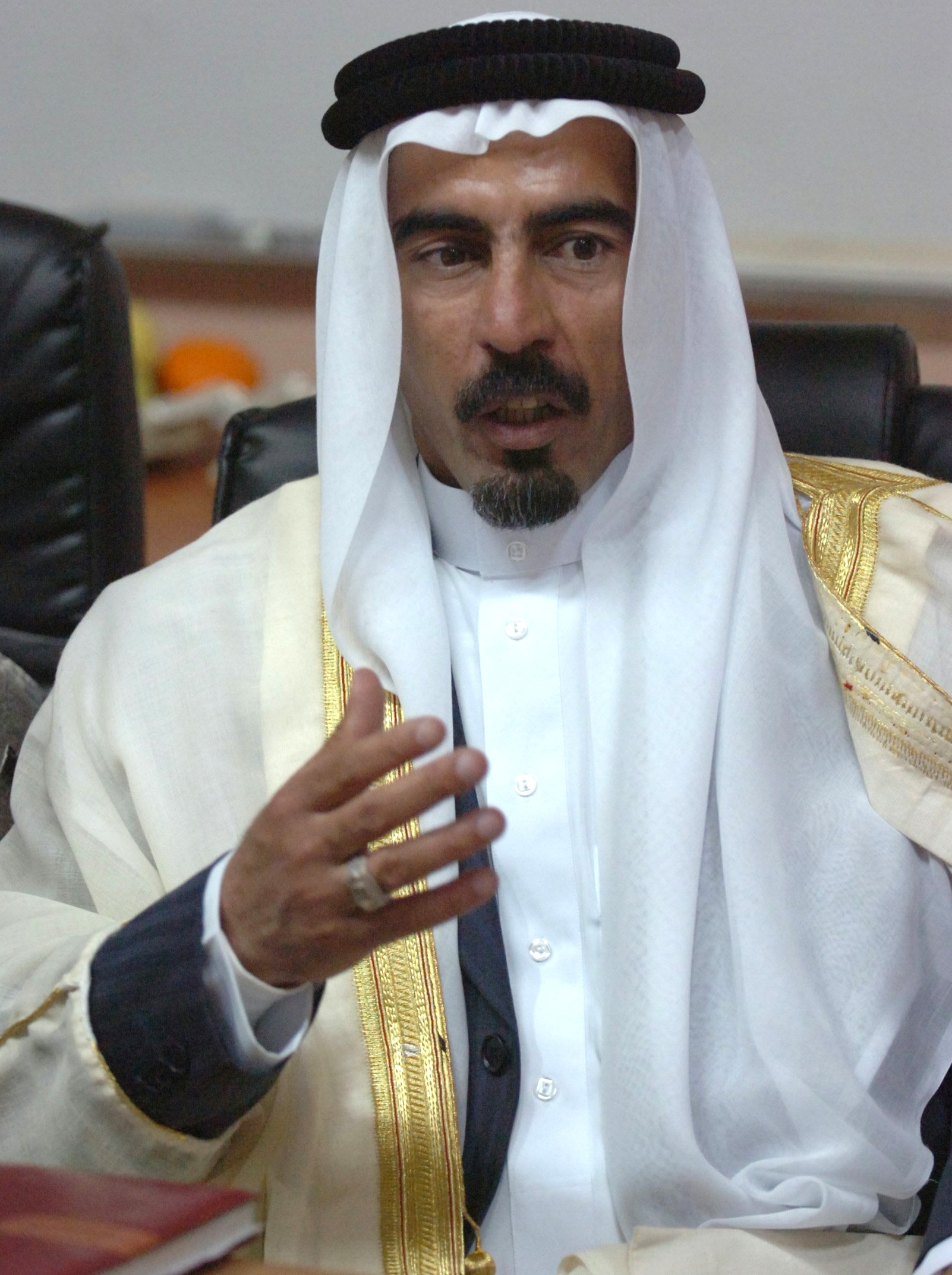
الشيخ عبد الستار أبو ريشة، قائد حركة صحوة الأنبار حتى وفاته عام 2005.

بمجرد أن دفع اللواء الأول بقواته في مدينة الرمادي، بدأت تراود القبائل المحلية لمجندي الشرطة على نحو عدواني. وفقًا لتصريحات العقيد ماكفارلاند كان ذلك أمرًا حاسمًا، «فبدون مساعدتهم لنا، لما تمكنا من تجنيد ما يكفي من قوات الشرطة لاستعادة المدينة بأسرها». وبعد أن وعدت القوات الأمريكية زعماء القبائل بالرمادي أن رجالهم سيبقون داخل المدينة، شرعت القبائل بإرسال رجالها إلى جهاز الشرطة، حيث بلغ عدد العراقيين الملتحقين بجهاز الشرطة 300 فرد كل شهر بحلول يوليو/تموز 2006 بعد أن كان عدد الملتحقين كل شهر 30 فرد قبل يونيو 2006. حاول تنظيم القاعدة بالعراق إفساد تجنيد الشرطة عن طريق الهجوم على أحد مراكز الشرطة الحديثة بالرمادي باستخدام سيارة مفخخة وذلك في الحادي والعشرين من أغسطس/آب، مما أودى بحياة ثلاثة أفراد عراقيين من الشرطة. وفي نفس الوقت، قامت قوات تنظيم القاعدة باغتيال شيخ قبيلة أبو علي جاسم السني، والذي شجع الكثير من رجال قبيلته للالتحاق بالشرطة العراقية، ثم أخفوا جثته بدلًا من تركها للقبيلة، والذي يعد انتهاكًا لمناسك الجنازة بالإسلام، الأمر الذي أثار غضب القبيلة وأصبح بمثابة إحدى شرارات اندلاع ثورة قبلية ضد تنظيم القاعدة بالعراق. وفقًا لتصريحات ديفيد كيلكولن -الذي سيشغل منصب كبير مستشاري اللواء بتريوس لمكافحة الجماعات المسلحة- اندلعت الثورة بعدما قام تنظيم القاعدة بالعراق باغتيال شيخ لرفضه زواج بناته منهم.

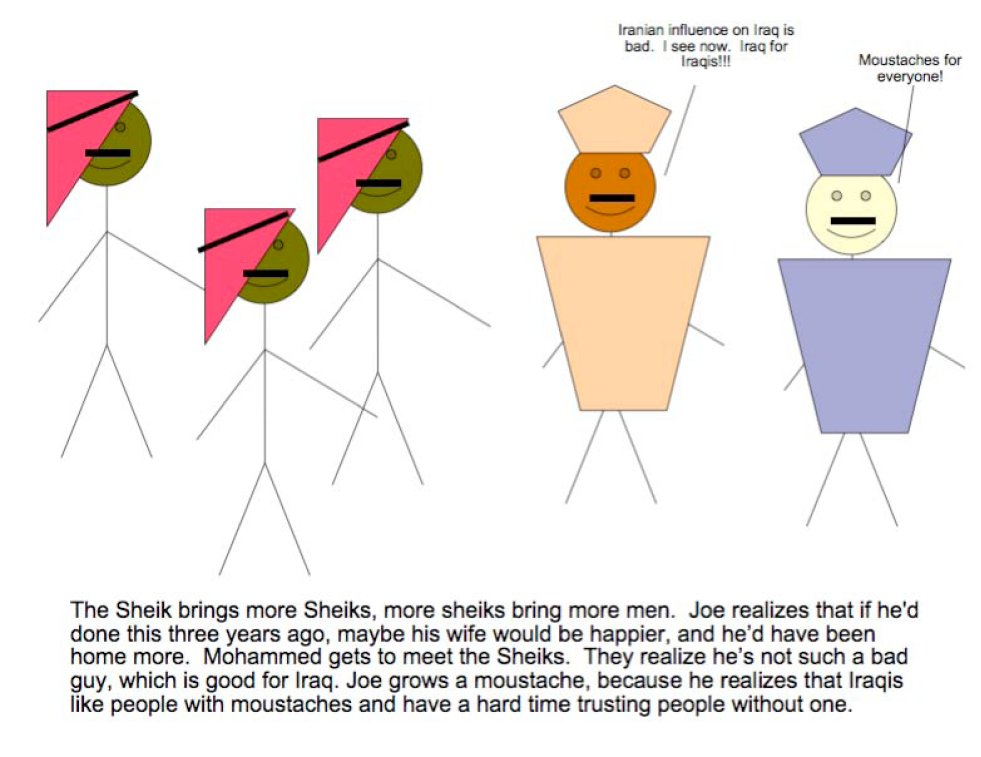
مقطع من تقرير النقيب ترافيس باتريكان "كيف تفوز بالأنبار؟"

خلال هذه الفترة، أحد التابعين للعقيد ماكفرلاند، ظل المقدم طوني ديان على اتصال بشيخ من الطبقة الدينا ينتمي إلى قبيلة أبو ريشة، (الشيخ عبد الستار أبو ريشة). في عامي 2004 و2005، لقى والد الشيخ عبد الستار وثلاثة من إخوانه حتفهم على يد تنظيم القاعدة بالعراق، ولكنه رفض ان يُنفى. أما في أوائل سبتمبر، أخبر الشيخ عبد الستار المقدم ديان أن قبيلته وعدد من القبائل الأخرى يخططون للتحالف من الولايات المتحدة الأمريكية، طرد الحكومة التي مقرها بغداد، كما أبلغ ديان العقيد ماكفرلاند، الذي تعهد للشيخ عبد الستار بدعمه طالما ظل يساند الحكومة العراقية. وفي التاسع من سبتمبر/أيلول، أعلن الشيخ عبد الستار ومحافط الأنبار السابق فصال القعود، جنبًا إلى جنب 50 شيخًا أخر تشكيل حركة صحوة الأنبار. وبعد الاجتماع بفترة قصيرة، بدأ العقيد ماكفرلاند يتلقى بلاغات حول أن الشرطيين العراقيين خارج الخدمة والذي يعملون كجناح عسكري لتلك الصحوة قد شكلوا منظمة أمن أهلية مبهمة تدعى «ثوار الأنبار» والتي قامت بشن هجمات هائلة على عملاءتنظيم القاعدة المعروفين، في الوقت الذي أغفل فيه العقيد ماكفرلاند وجنوده عن ذلك.
وقد طلب العقيد ماكفرلاند من النقيب ترافيس باتريكان مستشاره للشئون القبلية أن يعد تقريرًا موجزًا للحكومة العراقية والعاملين بقوات الاستطلاع البحرية اللأمريكية والصحفيين، وكل الذين ظلوا يتسائلون عن تسليح القبائل السنية التي ربما يومًا ما أن تقاتل الحكومة التي تقودها الشيعة. استغل تقرير باتريك بعنوان «كيف تفوز بالأنبار» الرموز الواضحة واللغة البسيطة لتوصيل رسالته التي تدور حول أن تجنيد المليشيات القبلية بجهاز الشرطة مجديًا أكثر من استخدام جيش الولايات المتحدة. وقد أشار ريكس إلى التقرير بأنه «لربما التقرير الوحيد غير الرسمي الصادر عن الجيش الأمريكي بالعراق ولكنه الأهم.» وأصبح الأمر فيما بعد ظاهرة فيروسية، لا تزال تستخدم كأداة مساعدة للتدريب.
عقب تشكيل حركة صحوة الأنبار، تفاقمت أعمال العنف بالرمادي. ففي التاسع والعشرين من سبتمبر/أيلول 2006، ألقى عنصر مسلح قنبلة يدوية على سطح أحد المباني، حيث يتمركز مجموعة من أفراد قوات البحرية للعمليات الخاصة. على الفور أسرع ضابط الصف بالدرجة الثانية مايكل مونسور لإخماد تلك القنبلة بجسده، مما أودى بحياته، والذي منح فيما بعد وسام الشرف. وفي الثامن عشر من أكتوبر/تشرين الأول، أعلن تنطيم مظلة القاعدة، مجلس شورى المجاهدين الرمادي جزءًا من الدولة الإسلامية في العراق.

### عملية المجد
حتى مع تقدم الصحوة، ظلت الأنبار يُنظر إليها أنها قصية خاسرة. ففي منتصف أغسطس/آب، قدم العقيد بيتر ديفلن رئيس الاستخبارات لسلاح البحرية الأمريكية بالعراق إلى اللواء بيتر بيس، رئيس هيئة الأركان المشتركة تقريرًا تفصيليًا شديد اللهجة بشأن الوضع القائم في الأنبار. أبلغ ديفلن بيس أن الولايات المتحدة لم تتمكن من هزيمة تنظيم القاعدة عسكريًا بمحافظة الأنبار، حيث أن «تنظيم القاعدة أصبح جزءًا لا يتجزأ من النسيج الاجتماعي لغرب العراق، كما أضاف قائلًا أن تنظيم القاعدة بالعراق قد قضى على الجماعات السنية المسلحة والقبائل والمؤسسات الحكومية بالمحافظة.ظن ديفلن أن الوسيلة الوحيدة لاستعادة السيطرة على المحافظة هي تقسيم الأنبار بصورة أكبر، عن طريق مليارات الدولارات من المساعدات أو من خلال إنشاء»قوة شبه عسكرية كبيرة مقبولة قانونيًا. كما أدرك أن قوات المارينز التي تفانت في عملها منعت كثير من الأمور من أن «تسوء أكثر». في أوائل سبتمبر/أيلول، تشري تقري العقيد ديفلن إلى صحيفة واشنطن بوست الأمريكية. رد رئيس قوات الاستطلاع البحرية الأمريكية اللواء ريتشارد زيلمر على تساؤلات الصحافة بشأن التصريحات التي أفادت بفقدان السيطرة على محافظة الأنبار، باتفاقه مع تقييم الموقف بذاك الشكل، ولكنه أضاف أن مهمته تتدور فقط حول تدريب قوات أمن عراقية، وإن طُلب منه فعل المزيد، سيتطلب الأمر اكثير من القوات، ولكن إرسال المزيد من الأمريكان إلى الأنبار لن ينشر الهدوء بالأنبار، حيث أن الطريق الوحيد لتحقيق النصر لأهل السنة هو القبول بالحكومة العراقية.
شهد أواخر عام 2006 أول العمليات الهجومية خارج الأنبار، بجانب إنشاء سواتر ترابية حول عدة مدن عراقية في غرب الأنبار، مثل حديثة والحقلانية وبروانة والرطبة وعنه، بلغ ارتفاعها ثمانية أقدام (2.4 متر). فيعد أمر بناء السواتر جزءًا من عملية المجد التي تتولى قيادتها القوات الأمريكية لتطهير والسيطرة على ما أكثر من 30 ألف متر مربع (78,000 كم2) في غرب الأنبار. وقد لاحظ قائد كتيبة سابق قبيل عملية المجد أن وحدته تفتقد إلى الطاقة البشرية الكافية للسيطرة على كل من الطرق الرئيسية والبلدات الصغيرة في ثالثوث حديثة، حيث أنهم والجيش العراقي تكتانفهم ذات الغفلة، في الوقت الذي كان تقتل فيه العناصر المسلحة أي فرد يتحدث إلى قوات الائتلاف. فقد بلغت خسائر الكتيبة الثانية بالفرقة الثالثة لقوات المارينز ما يزيد عن 23 من رجالها، في شهرين فقط من محاولتهم للسيطرة على المنطقة. بالإضافة إلى بناء السواتر الترابية ومساعدة الزعيم العراقي العقيد فاروق، أقامت قوات المارينز عدة نقاط تفتيش بالأماكن الرئيسية لتظيم عملية الدخول والخروج. وبحلول أوائل يناير/كانون الثاني، انخفضت الهجمات على ثالوث حديثة من 10-13 باليوم الواحد إلى هجمة واحدة كل عدة أيام.
أصدرت جماعة دراسة العراق تقريرًا في السادس من ديسمبر/كانون الأول، يقر أن حركة صحوة الأنبار قد «بدأت تتخذ الإجراءات اللازمة» كما أن«السنة العرب لم يتخذوا القرار الاستراتيجي حتى الآن بالتخلي عن التسلح العنيف لأجل العملية السياسية» وأن الوضع العام بالأنبار «متدهور». وفي نفس اليوم، لقى النقيب باتريكان والرائد ميجان ماكلانج، أول ضابطة بقوات المارينز تلقى حتفها بالعراق مصرعهما إثر انفجار قنبلة على جانب الطريق في الرمادي. عقب إعدام صدام حسين، رأت عائلته ضرورة دفنه بالرمادي لتحسن وضعها الأمني. وفي الثلاثين من ديسمبر/كانون الأول، نظم عدد مجهول من الموالين لصدام قرب الرمادي مسيرة تحمل صوره، وتلوح بأعلام العراق.